# Jigeri, Ron
Jigeri là một làng thuộc tehsil Ron, huyện Gadag, bang Karnataka, Ấn Độ.